# Black Disciples
Black Disciples, BDN lub BDN III (Czarni Apostołowie) – chicagowski gang uliczny założony w 1966 roku przez Davida Barksdale'a, należący do Folk Nation, znany ze swojej okrutności. Przestępcze działalności to sprzedaż narkotyków, rozboje, morderstwa, itp. Mają ponad 16 tysięcy członków.